# Pardosa angusta
Pardosa angusta är en spindelart som beskrevs av Denis 1956. Pardosa angusta ingår i släktet Pardosa och familjen vargspindlar.
Artens utbredningsområde är Marocko. Inga underarter finns listade i Catalogue of Life.